# Moshé Idel
Moshé Idel, né le 19 janvier 1947, est un historien et philosophe israélien qui a renouvelé l'étude de la Kabbale et de la mystique juive.

## Biographie
Né Târgu Neamț en Roumanie en 1947, Moshé Idel émigre avec sa famille en Israël à l’âge de seize ans. Il entre à l’université hébraïque de Jérusalem où il est l’élève de Shlomo Pinès.
Après une thèse remarquée sur le kabbaliste Abraham Aboulafia, Moshé Idel entreprend une révision systématique de l’histoire et de l’analyse de la Kabbale.
Successeur de Gershom Scholem, Moshé Idel a repris la chaire de la Pensée juive à l’université hébraïque de Jérusalem. Il a également donné des cycles de conférences à l’université Yale, à l’université Harvard, au Collège de France, à l’École des hautes études en sciences sociales, etc. C’est l’un des plus grands spécialistes contemporains en matière de recherches kabbalistiques. Il a « révolutionné l’histoire des études juives », selon Charles Mopsik.
Moshé Idel a reçu de nombreux hommages. Il est notamment doctor honoris causa de l’université Yale, de l’université de Budapest et de l’université de Haïfa.

## Œuvre
« À l'opposé de Gershom Scholem, Moshé Idel estime que la cabale est au centre du judaïsme, et non sa part maudite », remarque Edouard Waintrop.
La publication de La Cabale, nouvelles perspectives, remet en cause les thèses communément admises en matière de recherches kabbalistiques. Idel rappelle que Scholem n’est pas le premier moderne à s’être intéressé à la mystique juive. Il rend hommage à Adolphe Franck, le véritable initiateur de l’étude historique de la kabbale dans les années 1840. Pour Idel, comme pour Franck, la kabbale ne constitue pas seulement un phénomène religieux : elle est « la vie et le cœur du judaïsme ».
Scholem postule que la kabbale est liée par des rapports étroits à la gnose antique et à son antinomisme. Cependant, des historiens de la Gnose, comme Michel Tardieu, ont remarqué que Scholem fait « un usage abondant et peu rigoureux du mot gnostique, tantôt en lui donnant un sens ésotérique, tantôt en le prenant comme un synonyme de magique».
Idel considère que « Scholem a sous-estimé l'élément proprement juif dans la constitution de la kabbale et grossi l'influence de la gnose ». Il critique la vision sulfureuse, hérétique, « révolutionnaire » que Scholem a de la Kabbale. Il considère cette vision comme « plus idéologique que scientifique ». À l’appui de ses recherches historiques, Idel met en jeu les rapports étroits de la Kabbale avec le corpus littéraire classique du judaïsme, la Bible, le Talmud et le Midrash.
Idel reproche à Scholem « d'avoir négligé la religion réelle, d'avoir transformé la kabbale en phénomène académique ou philosophique. Et d'avoir trop identifié la réalité avec ses aspirations personnelles ».
La kabbale, pour Idel, se partage en deux courants principaux : le courant théosophico-théurgique et le courant extatique.
- Le premier courant, théocentrique, tend à percevoir la perfection religieuse comme un instrument permettant d'exercer une influence effective sur la divinité.
- Le second courant, extatique, est anthropocentrique : l'expérience mystique de l'individu y est en soi le bien suprême, sans forcément impliquer le souci d'agir sur l'harmonie intérieure de la divinité.

Il ajoute toutefois qu'un troisième courant, celui de la kabbale magique, est également important. Celui-ci a non seulement fait l'objet d'ouvrages kabbalistiques spécifiques, mais a également pu parfois pénétrer les deux autres courants, de la même façon que ceux-ci ne sont pas toujours strictement circonscrits à leur "courant" mais peuvent aussi déborder l'un dans l'autre, selon les auteurs, les époques, les propos.
L'approche de Moshé Idel est essentiellement phénoménologique : elle traite des centres d'intérêt majeurs de la kabbale, de leur nature, de leur signification, de leur émergence et de leur développement. Cette approche phénoménologique se double d'une approche historique. À partir de l'étude des sources originelles, Moshe Idel décrit la mystique juive du Moyen Âge au  XIXe siècle. Il montre que la kabbale possède des sources antiques qui précèdent la théologie gnostique. Il dépeint dans le détail les techniques mystiques pratiquées. Il analyse l'herméneutique et l'histoire de la kabbale.
Les travaux de Moshé Idel ont été salués par la remise du prix Israël en 1993. Malgré quelques polémiques avec les tenants de l’école scholémienne, l’œuvre de Moshé Idel est reconnue « comme l’un des pivots des études contemporaines du judaïsme », selon Charles Mopsik.